# Kampestre palma
Kampestre palma (Karandaj palma, Saro palma, lat. Trithrinax campestris, sin. Copernicia campestris) je palma koja je otporna na temperature do -13°C. Uglavnom raste u grupama stvorenim od izdanaka izraslih iz korijena. Stablo je slično kao kod Trithrinax acanthocoma, ali se rijetko vidi zbog jako gusto naslaganih velikih ostataka peteljki (na krajevima imaju oštre crne bodlje) i ostataka odumrlih listova. Listovi su zelenosivi ili zelenoplavi. Oni oblikuju trećinu do polovicu kruga s 20-30 segmenata, izuzetno oštrih i krutih i vjerojatno najkrućim od svih palmi (uspoređuju ih s limom). Poneki od njih su razdvojeni na krajevima. 
Lokalno stanovništvo ih koristi za pokrivanje krovova ili izradu suncobrana. Osim sjemenom, može se razmnožavati i djeljenjem izdanaka. Prirodno stanište ove palme je zapadni Urugvaj i sjeverna Argentina. Raste kao niže drvo do visine od oko 4 m, a zbog otpornosti je pogodna za cijelu jadransku obalu. Odgovaraju joj sunčani položaji.